# Gottlob Christian Friedrich Fischhaber
Gottlob Christian Friedrich Fischhaber (auch Gottlieb Christian Friedrich Fischhaber; * 24. April 1779 in Göppingen; † 30. August 1829 in Stuttgart) war ein deutscher Philosoph und Gymnasiallehrer.

## Leben
Fischhaber war Sohn des evangelischen Geistlichen Georg Friedrich Fischhaber (1742–1812). Nach der ersten Ausbildung in Göppingen kam er 1793 auf das Seminar Blaubeuren und 1795 auf das Seminar Bebenhausen. Nach Abschluss der Schulbildung wurde er am 4. November 1795 an der Universität Tübingen immatrikuliert. Er widmete sich dem Studium der Philosophie und legte seinen Schwerpunkt auf Immanuel Kant und Johann Gottlieb Fichte. Den Bakkalaureusgrad erlangte er am 30. November 1797. In diesem Jahr wurde er auch Stipendiat am Tübinger Stift. Am 26. September 1799 wurde er zum Magister graduiert. Später wird er als Doktor der Philosophie geführt.
Fischhaber erhielt eine Stelle als Hofmeister beim dänischen Konsul Wilhelm Conrad von Martens (1748–1828) in Venedig. 1806 folgte er einem Ruf als Repetent an das Tübinger Stift, 1808 als ordentlicher Professor der Philosophie und Literatur an das Königliche obere Gymnasium nach Stuttgart. Zugleich wurde er als Lehrer an der Stuttgarter Kadettenanstalt angestellt und als Dolmetscher aus dem Spanischen, Italienischen und Portugiesischen verwendet. Im Frühjahr 1829 erkrankte er an einer schweren Drüsenkrankheit, an der er schließlich starb. Im letzten halben Jahr konnte er seinem Beruf nicht mehr nachgehen.
Fischhaber gab bei Steinkopf in Stuttgart von 1818 bis 1820 die Zeitschrift für die Philosophie heraus.

## Werke (Auswahl)
- Dissertatio Philosophica Sistens Theoriam Fichtianam De Summo Fine Cum Ceteris Philosophiae Systematibus Comparatam, Schramm, Tübingen 1799.
- Ueber das Princip und die Haupt-Probleme des Fichteschen Systems: nebst einem Entwurff zu einer neuen Aufloesung derselben, Macklot, Karlsruhe 1801.
- Freimüthige Beurtheilung der in der Idee der Staats-Verfassung über die Form der Staats-Constitution aufgestellten philosophischen Grundsätze, Metzler, Stuttgart 1817.
- Die Logik: Zum Gebrauche für Gymnasien und andere Lehranstalten, Stuttgart 1818.
- Die Moral: Zum Gebrauche für Gymnasien, Stuttgart 1822.
- Lehrbuch der Psychologie für Gymnasien und ähnliche Lehr-Anstalten, Steinkopf, Stuttgart 1824.
- Das Naturrecht: Zum Gebrauche für Gymnasien und ähnliche Lehranstalten, Stuttgart 1826.